# Barchlin
Barchlin is een plaats in het Poolse district  Wolsztyński, woiwodschap Groot-Polen. De plaats maakt deel uit van de gemeente Przemęt en telt 413 inwoners.